# Itháki, Dimos Ithaca
Itháki är en ort i Grekland.   Den ligger i prefekturen Nomós Kefallinías och regionen Joniska öarna, i den sydvästra delen av landet, 260 km väster om huvudstaden Aten. Itháki ligger 3 meter över havet och antalet invånare är 1 843. Den ligger på ön Ithaka.
Terrängen runt Itháki är kuperad åt sydväst, men åt nordost är den platt. Havet är nära Itháki österut.  Itháki är det största samhället i trakten. 